# Simon Goldberg
Pour les articles homonymes, voir Goldberg.
 (février 2015).
Si vous disposez d'ouvrages ou d'articles de référence ou si vous connaissez des sites web de qualité traitant du thème abordé ici, merci de compléter l'article en donnant les références utiles à sa vérifiabilité et en les liant à la section « Notes et références ».
Simon Goldberg, né le 9 octobre 1913 à Paris et mort le 18 mai 1985 à Paris, est un sculpteur et graveur français.

## Biographie
Simon Goldberg naît dans le 11e arrondissement de Paris le 9 octobre 1913,. Son père, né en Autriche, est ferblantier, et sa mère, née en Algérie, est tapissière. En 1926, à l’âge de 13 ans, il entre dans l’atelier du sculpteur Élisée Cavaillon, ancien membre de la Bande à Schnegg, chez lequel il apprend le dessin et la sculpture, et l’année suivante, il est initié à la sculpture sur bois par Louis Rueff. À partir de 1931, il étudie à l’Ecole des Arts Appliqués, suivant le cours de modelage de Robert Wlérick et le cours de dessin de Charles Malfray.
En 1938, il organise une exposition de ses œuvres avec son ami Raymond Corbin. Durant la seconde guerre mondiale, il se réfugie en Ardèche, à Saint-Martin-de-Valamas. En 1948, il est chargé de la réalisation d’un Monument à la mémoire de la Résistance près de la Charité sur Loire et en 1951, d’un monument en pierre pour la ville de Saint-Étienne, représentant un Homme couché.
À la fin des années 1960, la Monnaie de Paris lui commande vingt-trois médailles, dont la réalisation s’étend sur une dizaine d’années : Georges Bizet, Jean-Baptiste Boussingault, Camille Corot, Honoré Daumier, Federico Fellini, Jean Renoir, etc.
Il travaille aussi la gravure, et illustre plusieurs livres, notamment Les Philippe de Jules Renard (1947), Les Petits poèmes en prose de Charles Baudelaire (1955), La pension Mary Stuart de Pierre Mac Orlan (1957), L’Enfant et la Rivière d’Henri Bosco (1960), Les amours de Pierre de Ronsard (1966).
En 1955, il obtient une bourse pour passer huit mois à la maison Descartes à Amsterdam, séjour dont il profite pour créer un ensemble de monotypes. À la même période, une exposition particulière de ses monotypes est organisée dans la capitale hollandaise.
Dans les années 1970, des prix viennent récompenser son travail, dont le prix d’Aumale, décerné par l’Institut de France (1978).
Il meurt à l’âge de 71 ans le 18 mai 1985 dans le 10e arrondissement de Paris.

## Prix
- 1973 Médaille d’argent de la ville de Paris
- 1977 Médaille d’argent du Salon des artistes français
- 1978 Prix d’Aumale

## Collections publiques
- Nevers, Musée municipal Frédéric-Blandin
- Granville, Musée d'art et d'histoire
- Valence, Musée d'Art et d'Archéologie
- Paris, Musée de la Monnaie
- Paris, Bibliothèque nationale de France, Cabinet des Estampes

## Salons
- Paris, Salon des Tuileries
- Paris, Salon d'automne
- Paris, Salon du dessin et de la peinture à l'eau
- Paris, Salon de la Société des Artistes français
- Paris, Salon de la Société Nationale des Beaux-Arts
- Paris, Exposition des peintres graveurs et lithographes
- Saint-Denis, Salon de l'Union des Arts plastiques de Saint-Denis
- Paris, Salon de la Rose-Croix

## Expositions
- 1938, Paris, Cours de Rohan[6]
- 1949, Paris, Galerie Edmond Guérin, Dessins de sculpteurs
- 1953, Paris, Musée d’art juif,  Graveurs juifs contemporains, estampes – livres
- 1954, Paris, Galerie de l’Institut
- 1955, Amsterdam, Galerie Le Canard
- 1961, Paris, Foyer du Théâtre de Champs-Elysées, Par les chemins et les sentiers
- 1961, Paris, Institut Néerlandais
- 1974, Paris, Le VIe vu par ses peintres, et hommage à son président d’honneur André Dunoyer de Segonzac
- 1974, Paris, Musée de la Monnaie, L’animal dans la médaille moderne
- 2011, Paris, Galerie Malaquais[7]